# Zcash
Zcash este o criptomonedă focalizată pe confidențialitate, derivată din codul de bază al Bitcoin, cu inovația majoră de a adăuga un registru criptat folosind dovezi cu cunoștințe zero. Zcash este o criptomonedă peer-to-peer dezvoltată de Zerocoin Electric Coin Company care vizează utilizarea criptografiei. Pentru a oferi confidențialitate sporită utilizatorilor săi în comparație cu alte criptomonede, cum ar fi Bitcoin, Zcash este bazată pe protocoalele Zerocoin și ZeroCash.
Ca și Bitcoin, Zcash are o ofertă totală fixă de 21 de milioane de unități.
Utilizatorii pot folosi portofele Zcash precum Zashi, care oferă confidențialitate în mod implicit prin cerința ca fondurile să fie protejate înainte de a putea fi cheltuite. În iulie 2025, aproximativ 20 de milioane din monedele existente sunt protejate.
Tranzacțiile pot fi „transparente" și similare cu tranzacțiile bitcoin, caz în care sunt controlate de un t-addr (adresă transparentă), sau pot fi un tip de dovadă a cunoștințelor zero, numite zk-SNARKs; se spune că tranzacțiile sunt „protejate" și sunt controlate de un z-addr (adresă protejată). Monedele Zcash se află fie într-un fond transparent, fie într-unul protejat. Începând cu decembrie 2017, doar aproximativ 4% din monedele Zcash se aflau în bazinul protejat și, la acel moment, majoritatea programelor de portofel nu suportau z-add-uri și nici portofele web. Fondul protejat de monede Zcash a fost analizat în continuare pentru securitate și s-a constatat că setul de anonimat poate fi redus considerabil prin tipizare de utilizare bazate pe metoda euristică.
Zcash oferă comercianților privați opțiunea de „divulgare selectivă", permițând utilizatorului să dovedească plata în scopuri de audit. Un astfel de motiv este acela de a permite comercianților privați alegerea de a respecta reglementările fiscale anti-spălare de bani sau impozite. „Tranzacțiile pot fi auditate, dar divulgarea este sub controlul participantului." Compania a găzduit întâlniri virtuale cu agențiile de aplicare a legii din SUA pentru a explica aceste principii și a menționat că „nu au dezvoltat moneda pentru a facilita activitatea ilegală".

## Utilizare
Zcash este folosită ca o criptomonedă focalizată pe confidențialitate care permite utilizatorilor să trimită tranzacții protejate (private) sau transparente (publice). Tranzacțiile protejate folosesc dovezi cu cunoștințe zero pentru a menține confidențiali expeditorul, destinatarul și sumele tranzacțiilor. În iulie 2025, aproximativ 20% din oferta totală de monede ZEC este deținută în adrese protejate.
Zashi, un portofel modern dezvoltat de Electric Coin Company, este în prezent considerat unul dintre cele mai ușor de folosit portofele care oferă confidențialitate în mod implicit. Acesta impune protejarea fondurilor înainte de cheltuire și simplifică tranzacțiile protejate pentru utilizatori pe toate platformele.
Zcash folosește un mecanism de consens Proof-of-Work similar cu Bitcoin. Recompensele pentru bloc sunt împărțite între mineri și fondul de dezvoltare Zcash: 80% din recompense merg la mineri, în timp ce 20% sunt alocate pentru susținerea dezvoltării Zcash. O actualizare viitoare propusă va redirecționa două treimi din fondul de dezvoltare către deținătorii de monede ZEC, permițându-le să voteze asupra modului în care sunt distribuite fondurile—introducând un mecanism de guvernanță mai descentralizat.

## Eforturi de scalabilitate
Zcash a evoluat prin trei mari fonduri protejate, fiecare unul mai privat și scalabil decât precedentul.

### Sprout (2016): Prototipul
- Prima rețea de confidențialitate folosind zk-SNARKs.
- A necesitat o „ceremonie de configurare de încredere", care l-a implicat în mod faimos pe Edward Snowden.
- Greu: Avea nevoie de 3GB RAM per tranzacție. Nu era prietenos cu dispozitivele mobile.
- Dacă configurarea ar fi fost compromisă, monede infinite ar fi putut fi create fără detectare.

Astăzi: în proces de depreciere. Portofele precum Zashi migrează automat utilizatorii departe de el și către opțiunea cea mai privată și sigură.

### Sapling (2018): Utilizabilitate reală
- 100x mai eficient: în sfârșit utilizabil pe telefoane.
- A introdus chei de vizualizare, adrese diversificate și suport pentru client ușor.
- Configurarea de încredere încă necesară, dar de această dată cu sute de participanți într-o ceremonie în două faze (Powers of Tau[8]). Mai descentralizată, dar încă o ancoră de încredere.

Sapling este încă suportat, dar este în curs de eliminare. Noua experiență de utilizare îi îndreaptă pe utilizatori departe de el.

### Orchard (2022): Fără necesitate de încredere
- Construit pe Halo 2: un sistem ZK recursiv, fără configurare de încredere.
- Fără ceremonii. Fără presupuneri. Fără ancore de încredere.
- Suportă procesarea în loturi, ZK rollups și sincronizare eficientă pe dispozitive mobile.

Orchard este standardul în portofele Zcash moderne astăzi.

## Mining
Zcash este o criptomonedă promițătoare, așa că mulți mineri o aleg. Experții cred că din punct de vedere al costului, acesta poate fi comparat cu Bitcoin și chiar îl poate ocoli.Ca și Bitcoin, există mai multe modalități de a extrage Zcash. Cele două metode principale de a extrage Zcash, ca și în cazul majorității criptomonedelor, sunt mineritul în pool Zcash și mineritul solo. Să aruncăm o privire la fiecare dintre metode mai detaliat și să aflăm care este cea mai bună pentru tine.
Exploatarea în piscină înseamnă că vă uniți forțele cu alți mineri pentru a crește șansa de a obține o recompensă bloc. Recompensa în acest caz este împărțită în funcție de contribuția puterii de calcul a fiecărui miner din pool. De îndată ce blocul tranzacției este confirmat cu succes de către grup, acesta primește o recompensă și o împarte între participanți.
Mining solo Spre deosebire de minerit în piscină, minerit solo nu necesită să vă alăturați niciunui grup. În ciuda faptului că unele surse susțin că rezultatele sunt complet similare atunci când exploatarea într-un bazin și exploatarea unică. Pentru unele monede, precum Bitcoin sau Zcash, dezvoltarea tehnologiilor în această direcție a făcut ca extragerea solo de Zcash și Bitcoin să fie practic inutilă și depășită.
Alegerea unei plăci video este primul și cel mai important pas. În funcție de puterea cardului, venitul poate varia foarte mult. Cantitatea de RAM a GPU-ului ar trebui să fie de cel puțin 1 - 2 GB. Zcash este de obicei extras pe carduri NVIDIA folosind programul EWBF Miner. EWBF Miner este special conceput pentru carduri NVIDIA și vă permite să obțineți performanțe ridicate.

## Actualizări de rețea
Prima actualizare a rețelei Zcash a fost făcută printr-un hard fork la blocul numărul 347500, care a avut loc pe 25 iunie 2018. O nouă funcționalitate a fost introdusă, care a permis utilizatorilor să configureze timpii de expirare pentru tranzacții. Cinci propuneri pentru îmbunătățirea Zcash, anume 143, 200, 201, 203 au fost implementate. Această actualizare a îmbunătățit, de asemenea, verificarea semnăturilor, ceea ce a ajutat la îmbunătățirea vitezei tranzacțiilor.
De atunci, rețeaua Zcash a trecut prin mai multe actualizări semnificative, inclusiv implementarea protocolului Sapling în 2018 și ulterior protocolul Orchard în 2022. În 2025, rețeaua continuă să evolueze cu îmbunătățiri continue în confidențialitate, scalabilitate și utilizabilitate, cu portofele moderne precum Zashi oferind confidențialitate în mod implicit și aproximativ 20% din oferta totală de ZEC deținută în adrese protejate.